# Parque Recreativo do Alvito
O Parque Recreativo do Alvito é um espaço recreativo ajardinado situado no Parque Florestal de Monsanto, em Lisboa, dispondo de um conjunto variado de equipamentos de recreio, de desporto e lazer, destinados a várias faixas etárias: parques infantis, zonas de merendas, um polidesportivo, um anfiteatro, zonas de estadia e zona de restauração.

## Veículos reais imobilizados como brinquedos
Junto com um pequeno avião e um camião de combate a incêndios, este parque contou com a presença sucessiva de carroçarias de carros elétricos da transportadora Carris: Após muitos anos nesse papel, o CCFL 283 foi restaurado e integrado no Museu da Carris. Os mais recentes foram o ex-CCFL 525 (renumerado "1981"; mais tarde monumentalizado e exposto nas instalações de Miraflores) e o ex-CCFL 731.